# Гхар-Далам

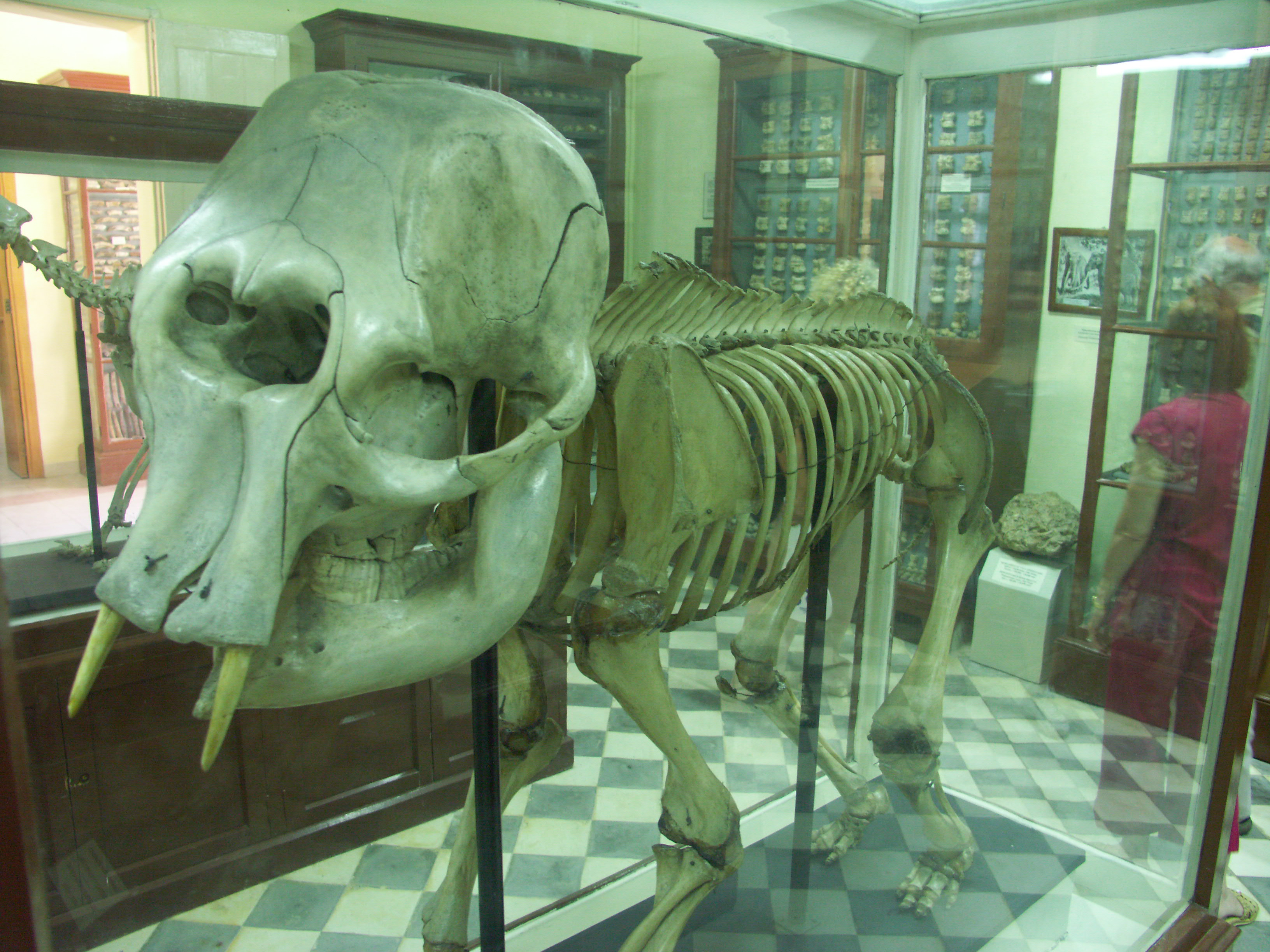
Останки карликового слона в музеї печери

Ар-Далам (мальт. Għar Dalam — «Печера темряви») — печера на Мальті, в якій виявлено декілька шарів кісткових останків тварин, вимерлих наприкінці останнього заледеніння, а також сліди найбільш раннього перебування людини на Мальті близько 7400 років тому (цей період за назвою печери називається стадією, або фазою, Ар-Далам).

## Історія
Перше наукове дослідження печери було проведено 1885 року, однак печера залишалася закритою до 1933 року, а в роки Другої світової війни використовувалася як бомбосховище. Тут же в другій половині XX століття було засновано музей, з якого 1980 року були викрадені важливі експонати — останки карликових слонів та череп дитини епохи неоліту.
Кістки тварин, знайдені в печері, належать до різних часів: якщо карликовий гіпопотам вимер близько 180000 років тому, то карликовий олень — набагато пізніше, близько 18000 років тому.
Докладне дослідження печери було проведено в 1987 р. під керівництвом Еммануеля Анаті, професора палеонтології Салентського університету. Група італійських археологів виявила в печері зразки мистецтва імовірно епохи палеоліту, що зображують людські руки, антропозооморфні фігури та декілька зображень тварин у нижній частині сталагмітних утворень. На деяких малюнках зображено слонів, що вимерлі на Мальті в епоху плейстоцену. Більшість знайдених зображень були пізніше знищені вандалами.
Глибина печери — 144 метри, проте для відвідувачів відкрито лише перші 50 метрів. На вході до печери розташований музей, де представлені найважливіші знахідки.

## Стратиграфія
Печера складається з 6 шарів.
1. Шар домашніх тварин (близько 74 см). У цьому шарі виявлені переважно тварини сільськогосподарського значення — корови, коні, вівці та кози. Також в цьому шарі знайдено людські останки, кремені, кераміка, інші інструменти й прикраси.
2. Шар вапняку (близько 0,6 см).
3. Шар оленів (близько 175 см). Карликовий олень, знайдений в цьому шарі, походить від європейського благородного оленя, Cervus elaphus. У цьому ж шарі виявлені кістки нечисленних хижаків, таких як бурий ведмідь, червона лисиця та вовк, а також лебеді, гігантські черепахи та миші-полівки.
4. Шар гальки (близько 35 см). Складається виключно з гальки, що залишилися від річки, яка протікала через печеру. Потік був достатньо сильним, про що свідчить великий розмір галькового каміння.
5. Шар гіпопотамів (близько 120 см). Цей шар складається переважно з останків Hippopotamus melitensis. Серед костей інших тварин, виявлених в цьому шарі — карликовий слон та гігантська соня, Leithia cartei.
6. Глиняний шар без кісток (близько 125 см). У цьому шарі кісток не виявлено, є лише відбитки рослин.